# Mendoza
|  | Aquest article tracta sobre la ciutat argentina. Vegeu-ne altres significats a «Mendoza (desambiguació)». |

Mendoza és una ciutat argentina, capital de la província homònima localitzada a l'oest del país. Té una població de 121.000 habitants, però, l'àrea metropolitana supera els 800.000 habitants, la quarta més gran de l'Argentina. La principal indústria de la ciutat és la del vi.
El primer assentament espanyol es va realitzar el 2 de març, 1561, quan Pedro del Castillo, que provenia de Xile sota les ordres d'Hurtado de Mendoza y Manrique va fundar la ciutat al Nuevo Valle de La Rioja. La ciutat va ser reubicada el 28 de març, 1562. La intenció original del govern xilè era de prendre possessió del territori per a establir una comunicació més directa amb Tucumán; però, Mendoza es va desenvolupar per altres causes, com la recerca d'or, i estar situada a mig camí de la ruta entre els oceans Pacífic i l'Atlàntic.
El 1776, el Virregnat del Río de la Plata va prendre el control de la regió del Cuyo, on estava localitzada la ciutat. No obstant això, la regió va dependre de Xile econòmicament més temps. El 1810 l'Argentina va declarar la independència, i el 1814 el general José de San Martín va prendre el govern de la Intendència de Cuyo, amb seu a Mendoza. A Mendoza es van integrar les forces de l'exèrcit dels Andes i el 1817 es va formar el famós Exèrcit Llibertador sud-americà.
Els segles xix i xx hi van immigrar un gran nombre d'estrangers, principalment d'Alemanya i Itàlia, i encara algunes famílies conserven els dialectes i llengües (diferents del castellà) que van portar d'Europa.